# Plátanos, Playas y Bases
Plátanos, playas y bases: Dar sentido feminista a la política internacional es un libro de Cynthia Enloe. Se publicó por primera vez en 1990, con una edición revisada publicada en 2014. El libro se centra en la teoría feminista de las relaciones internacionales, y deriva su título de "la historia de género de la banana", ejemplificada por la promoción de ventas a través de imágenes de Carmen Miranda, así como cuestiones de género relacionadas con el turismo y las bases militares.

## Contenido
El libro describe cómo el género, la etnicidad y la clase social afectan la vida cotidiana de las mujeres en todo el mundo, utilizando una variedad de fuentes que incluyen documentos históricos y gubernamentales, literatura biográfica, medios de comunicación y entrevistas. El libro contiene capítulos sobre turismo, colonialismo, nacionalismo, mujeres y bases militares, esposas diplomáticas, Carmen Miranda y las plantaciones bananeras, trabajadoras textiles, banqueros internacionales, trabajadoras domésticas migrantes y el Fondo Monetario Internacional.
En la edición revisada, Enloe añade contenido a la obra tratando nuevas manifestaciones del militarismo, así como relatos de las mujeres en el ejército y afectadas por él, y comenta las diversas formas en que las mujeres "han tratado de resistir los efectos devastadores de la violencia y la guerra", destacando el trabajo de las feministas sirias e iraquíes y las mujeres afganas.

## Acogida
En una reseña del libro para la Asociación Americana de Ciencia Política en 1991, Anne Sisson Runyan lo describió como "innovador", afirmando que ofrecía un "cambio refrescante, perspicaz y crítico respecto a los enfoques convencionales y verticales de la política internacional". En 1992, Judith Hicks Stiehm, en Signs, lo calificó como una "exploración maravillosamente amplia de las mujeres y los asuntos internacionales", elogiando su buen uso de las fotografías, su amplitud, su "contundencia" y su originalidad, y concluyó que estaba "garantizado" su gran difusión.  En un artículo para la American Sociological Association en 1993, Kathryn Ward lo calificó de "lectura obligatoria para quienes tengan interesés en cualquier aspecto de la economía o la política mundial.